# Malediven op de Gemenebestspelen

Vlag van de Malediven

De Malediven is een eilandengroep die deelneemt aan de Gemenebestspelen (of Commonwealth Games). Sinds 1986 hebben de Malediven negenmaal deelgenomen. In totaal over deze negen edities wonnen ze geen enkele medaille.

## Medailles
| Malediven op de Gemenebestspelen | Malediven op de Gemenebestspelen | Malediven op de Gemenebestspelen | Malediven op de Gemenebestspelen | Malediven op de Gemenebestspelen | Malediven op de Gemenebestspelen |
| -------------------------------- | -------------------------------- | -------------------------------- | -------------------------------- | -------------------------------- | -------------------------------- |
| Jaar                             | Goud                             | Zilver                           | Brons                            | Totaal                           | Rang                             |
| 1986                             | -                                | -                                | -                                | -                                | /                                |
| 1990                             | -                                | -                                | -                                | -                                | /                                |
| 1994                             | -                                | -                                | -                                | -                                | /                                |
| 1998                             | -                                | -                                | -                                | -                                | /                                |
| 2002                             | -                                | -                                | -                                | -                                | /                                |
| 2006                             | -                                | -                                | -                                | -                                | /                                |
| 2010                             | -                                | -                                | -                                | -                                | /                                |
| 2014                             | -                                | -                                | -                                | -                                | /                                |
| 2022                             | -                                | -                                | -                                | -                                | /                                |